# ۵۴۵ (خورشیدی)
۵۴۵ پانصد و چهل و پنجمین سال هجری خورشیدی است.